# José Antonio Espinosa Hernández
José Antonio Espinosa Hernández (Tomelloso, Castella - la Manxa, 24 de novembre de 1969 - Madrid, 20 d'octubre de 1996) va ser un ciclista espanyol que fou professional entre 1993 i 1996 any de la seva mort.
De la seva carrera destaca una tercera posició en la 18a etapa de la Volta a Espanya de 1995.
El dia 19 d'octubre de 1996 durant la disputa del Criterium de Fuenlabrada, Espinosa va impactar amb un organitzador de la prova, que es trobava dins el circuit. El corredor va ser traslladat a l'Hospital Clínic San Carlos de Madrid, on després de ser operat va entrar en coma. L'endemà perdia la vida de resultes de les ferides sofertes.

## Palmarès

### Resultats a la Volta a Espanya
- 1993. 114è de la classificació general.
- 1994. 87è de la classificació general.
- 1995. 57è de la classificació general.